# René Lelong
Pour les articles homonymes, voir Lelong.
Justin Édouard René Lelong est un illustrateur et peintre français, né le 1er avril 1871 à Arrou (Eure-et-Loir) et mort le 7 août 1933 à Lavardin (Loir-et-Cher).

## Biographie
René Lelong a étudié à l'académie Julian de 1879 à 1891.
Il est médaillé de 3e classe au Salon des artistes français de 1895 dont il devient membre à partir du 1898.
Il a réalisé des affiches publicitaires et illustré de nombreux livres et textes, notamment dans la collection Nelson ou les magazines Femina, Je sais tout, Lectures pour tous, L'Illustration.
Il fait partie en 1925 du jury pour le concours du grand prix Gustave Doré, aux côtés de George Auriol, Carlègle, Maxime Dethomas, Raymond Escholier, Abel Faivre, Raymond Renefer, Auguste Roubille, Clément Serveau et René Vincent.

## Œuvre

### Illustrations
- Mario Uchard, Mon oncle Barbassou, illustration avec Bernard Louis Borrione, Paris, Paul Ollendorff, 1897
- Alfred Capus, Qui perd gagne[7], dessins gravés sur bois par Georges Lemoine, Paris, P. Ollendorff, 1900
- (en) Barbey d'Aurevilly, Weird Women, frontispice, dessins avec Émile Mas et William Adolphe Lambrecht [gravures ?], Charles Carrington: Lutetian Bibliophile Society's, [1900][8].
- Étude sur la flagellation à travers le monde, au point de vue médical, historique et religieux, domestique et conjugal avec un exposé documentaire de la flagellation dans les écoles anglaises et les prisons militaires[9], Paris, Charles Carrington, 1901
- Théodore Botrel, Chansons en sabots[10], George Ondet, 1902
- Guy de Maupassant, Notre cœur, Œuvres complètes illustrées, gravées sur bois par G. Lemoine, Paris, Ollendorf, 1902
- Guy de Maupassant, Les Sœurs Rondoli[11], Œuvres complètes illustrées, gravure sur bois de G. Lemoine, Paris, P. Ollendorff, 1904
- Émile Zola, Le Rêve, 43 illustrations, Paris, Pierre Lafitte, 1910
- René Boylesve, La Leçon d'amour dans un parc, Paris, Romagnol, 1923
- Pierre Loti, La troisième jeunesse de Madame Prune suivi de Le mariage de Loti, co-illustré avec André Devambez, Alméry Lobel-Riche, Manuel Orazi et Raymond Woog, Paris, P. Lafitte, 1923
- Abbé Prévost, Histoire du chevalier des Grieux et de Manon Lescaut, Paris, Javal et Bourdeaux, 1927
- Colette, Les Vrilles de la vigne, 35 aquatintes, Éditions Kra, 1930

### Affiches et publicités
- 3e Emprunt de Défense nationale[12], 1917
- Crédit national pour faciliter la réparation des dommages causés par la guerre - Souscrivez pour la reconstitution des régions dévastées[13], 1920
- Hors-textes couleurs pour catalogues imprimés par Draeger

### Collections publiques
- Châteaudun, musée des Beaux-Arts et d'Histoire naturelle : Un soir, huile sur toile, 1901 (inv. M.81.16).

## Galerie

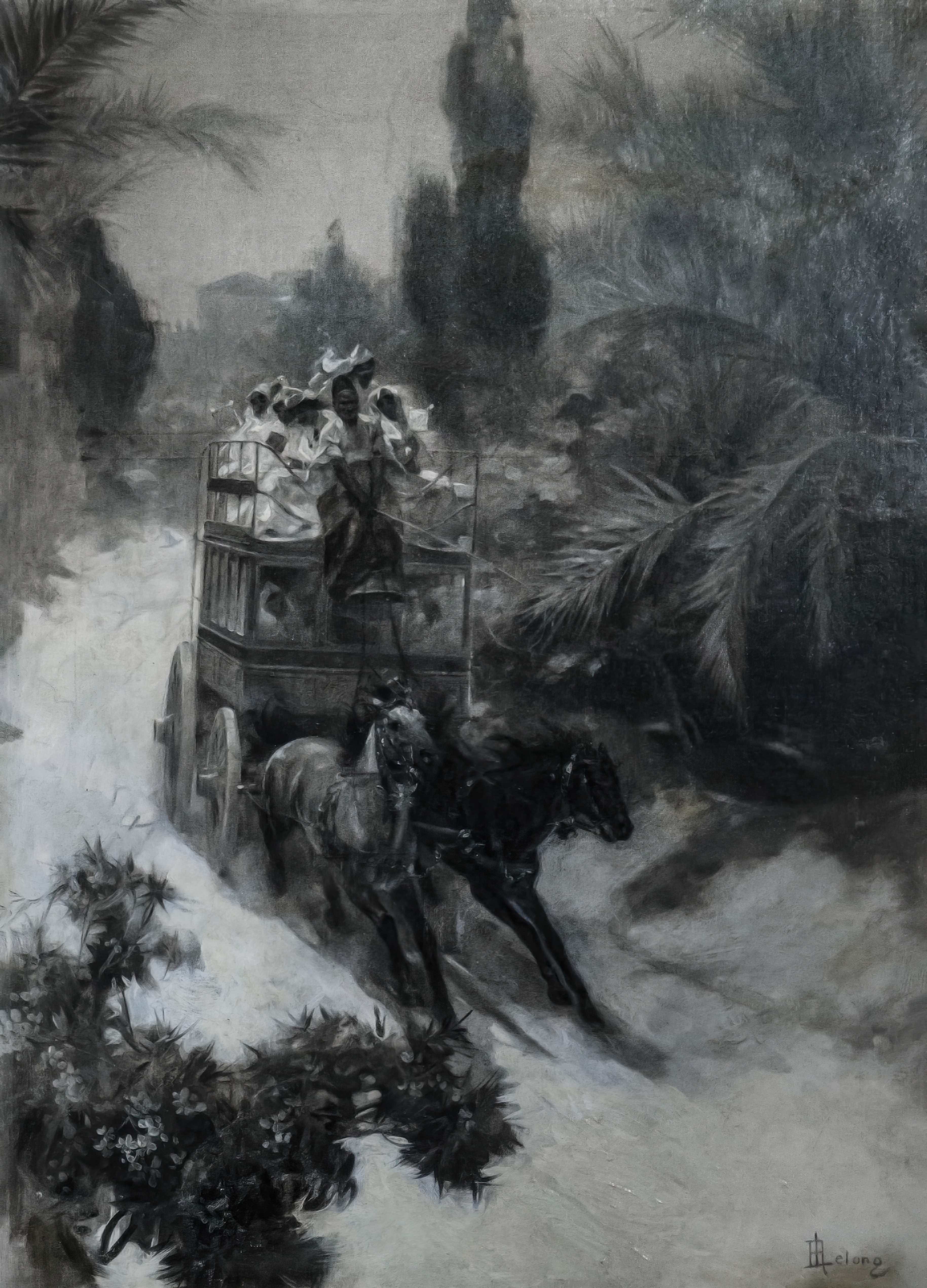
L'omnibus des sultanes  - Musée des Beaux-Arts de Narbonne
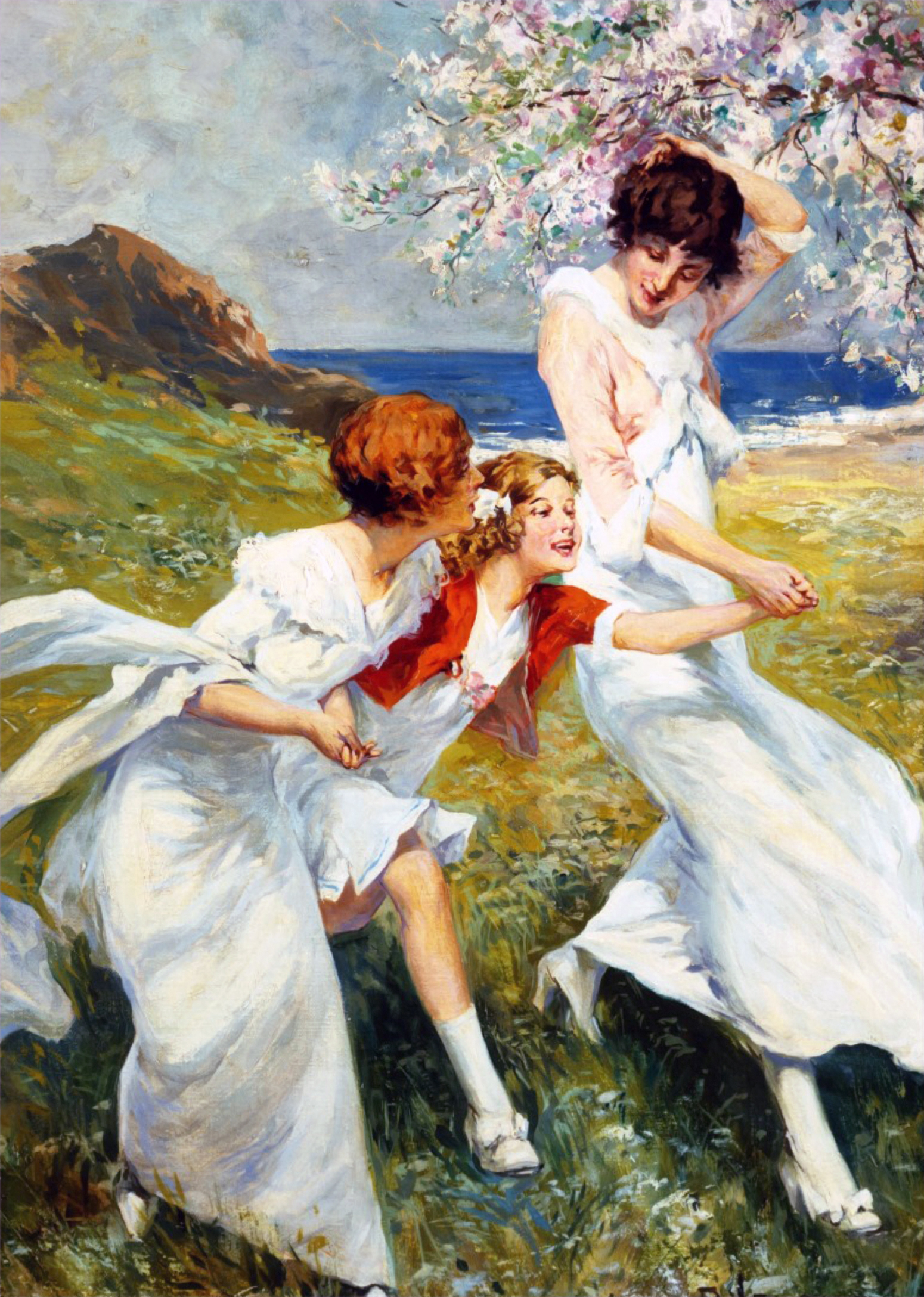
Joies du printemps.
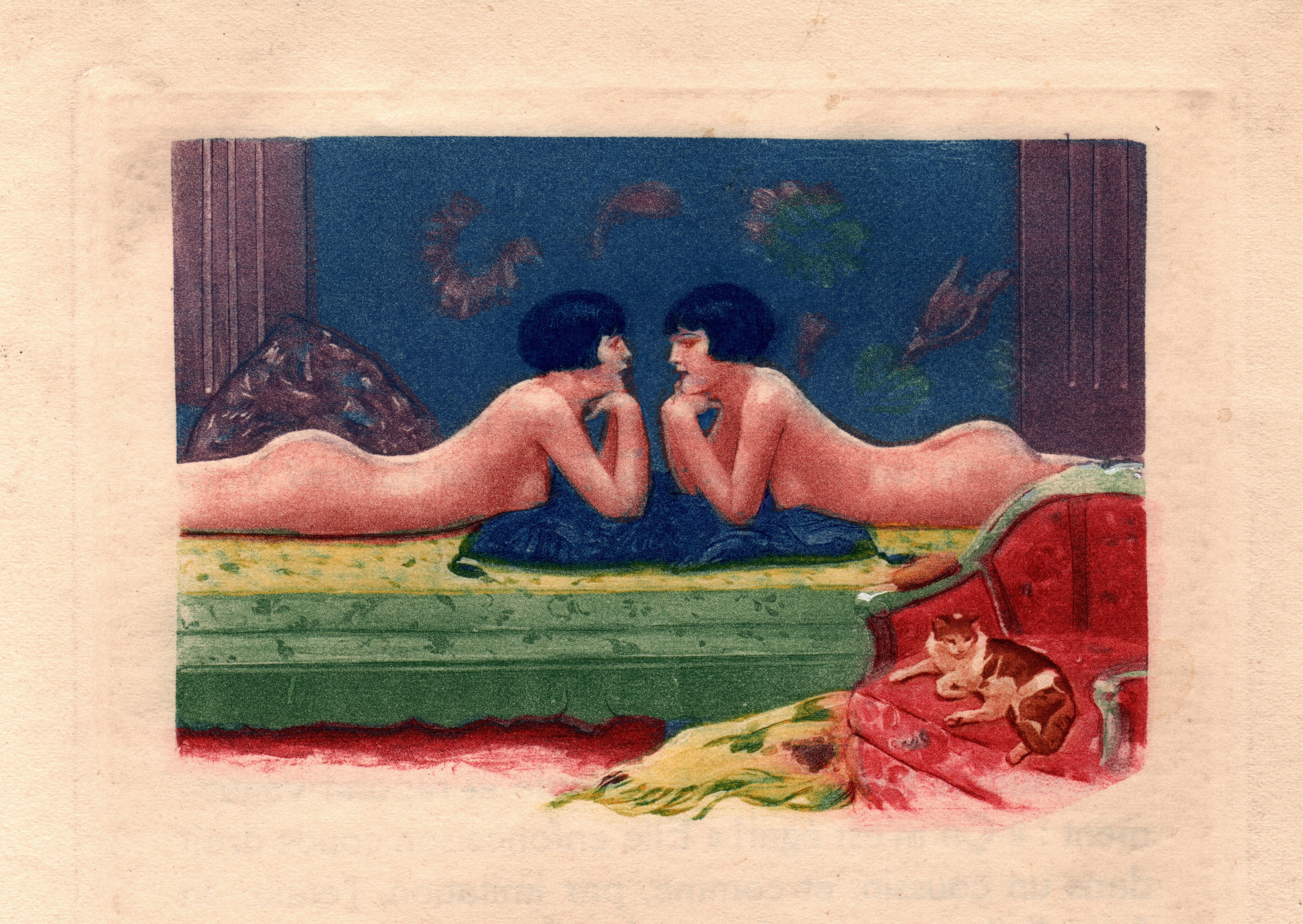
Illustration de la nouvelle Le Miroir dans le recueil Les Vrilles de la vigne de Colette.
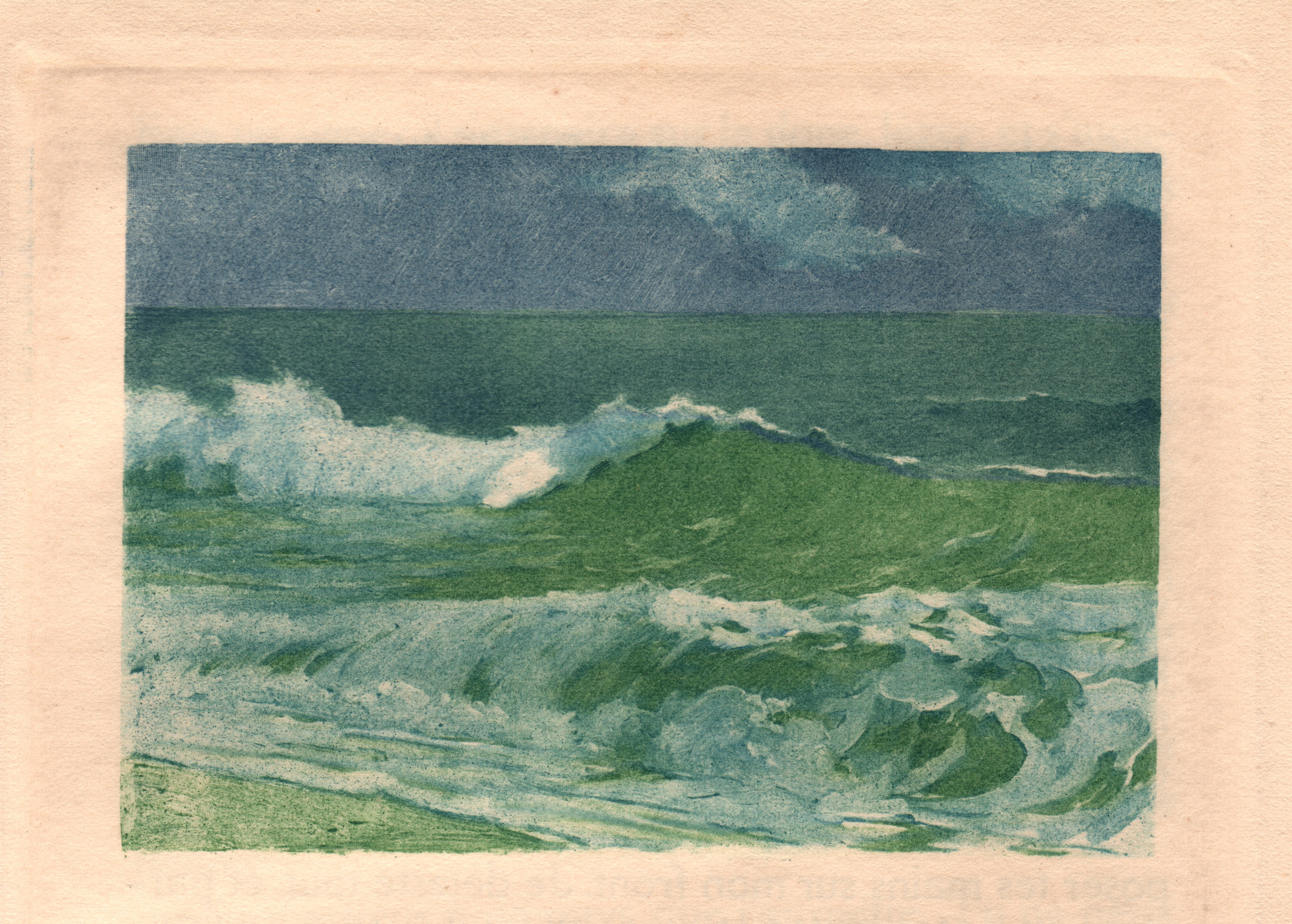
Illustration de la nouvelle Jour gris dans le recueil Les Vrilles de la vigne de Colette.